# Dolní Přím
Dolní Přím település Csehországban, a Hradec Králové-i járásban. Dolní Přím Těchlovice, Nechanice, Radíkovice, Hrádek, Všestary, Střezetice és Stěžery településekkel határos. Lakosainak száma 748 fő (2024. január 1.).

## Népesség
A település lakosságának változását az alábbi diagram mutatja:
| Lakosok száma | 992  | 1019 | 961  | 714  | 565  | 543  | 678  | 688  | 743  | 748  |
|               | 1869 | 1890 | 1921 | 1950 | 1980 | 2001 | 2017 | 2019 | 2022 | 2024 |